# هارموت مهدورن
هارموت مهدورن (انگلیسی: Hartmut Mehdorn؛ زادهٔ ۳۱ ژوئیه ۱۹۴۲) کارآفرین، بازرگان و مدیر ارشد اجرایی آلمانی است، که در حال حاضر به‌عنوان رییس هیئت مدیره شرکت ایر برلین فعالیت می‌کند.